# Gendarme (insecte)
Pyrrhocoris apterus
Pour les articles homonymes, voir Gendarme et Cherche-midi.
Espèce
Le gendarme ou pyrrhocore, Pyrrhocoris apterus (Linnaeus, 1758) , est une espèce d'insectes hémiptères hétéroptères de la famille des Pyrrhocoridae. C'est la punaise la plus commune et la plus répandue en Europe. On la rencontre dans les zones tempérées d'Europe et dans la zone méditerranéenne, jusqu'à l'Inde, partout sauf en haute montagne.
Cette petite punaise est aussi appelée soldat ou suisse, mais de nombreux autres noms usuels ou régionaux lui sont attribués.

## Dénominations
- Nom scientifique valide : Pyrrhocoris apterus (Linnaeus, 1758)[2]
- Noms vulgaires (vulgarisation scientifique) recommandés ou typiques en français : Gendarme[3],[4],[5], Pyrrhocore[3],[4],[5], Soldat[3],[4],[5], Suisse[3],[4].
- Autres noms vulgaires ou noms vernaculaires (langage courant) pouvant désigner éventuellement d'autres espèces : punaise de feu[5], pyrocorise[5]. Il est appelé aussi punaise rouge, diable, cherche-midi, bête indienne, pompier ou encore masque[6], parfois aussi cordonnier[7].

### Étymologies

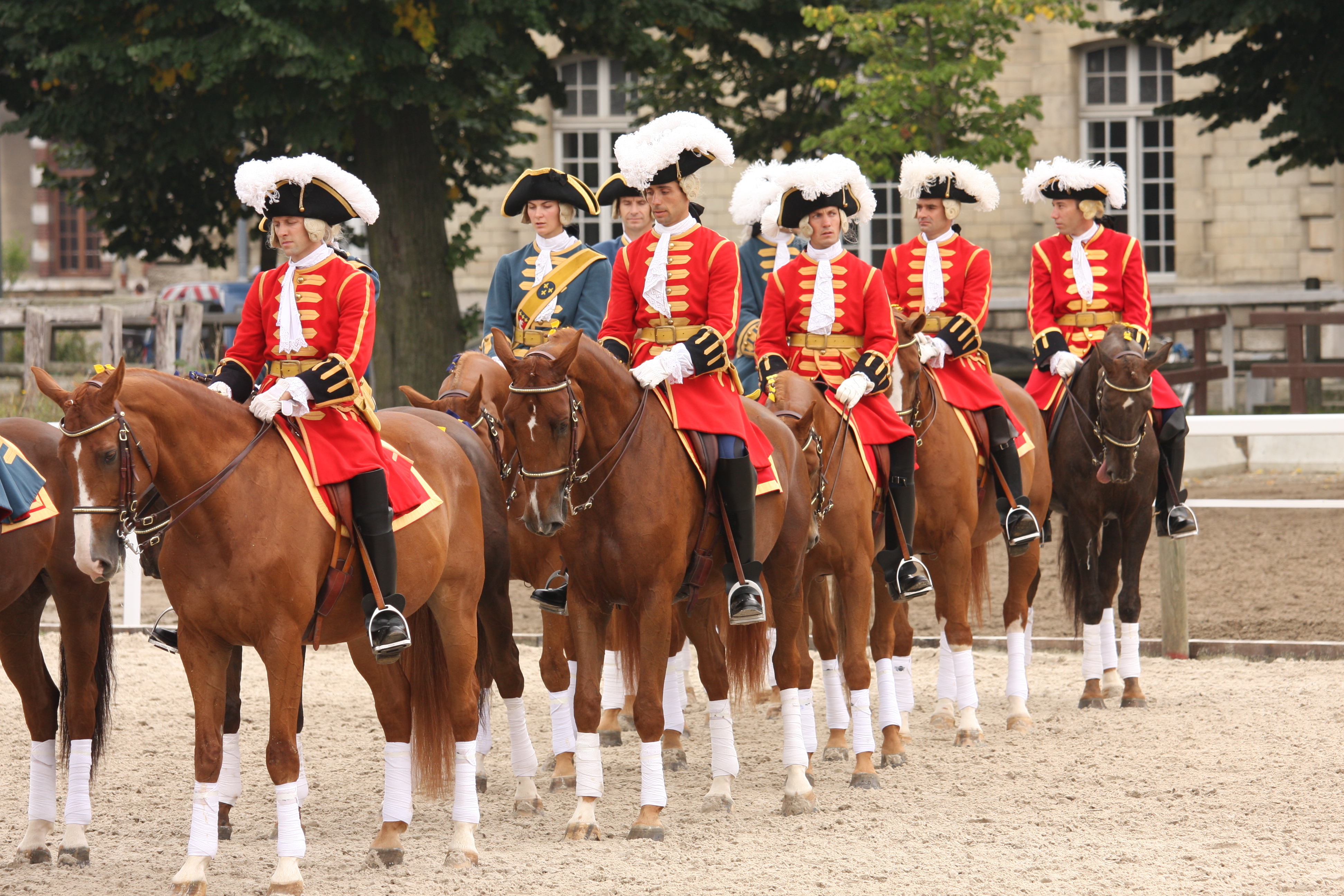
Les gendarmes portaient généralement un uniforme rouge et noir au XVIIe siècle.

Son nom scientifique, Pyrrhocoris apterus, vient du grec ancien : πυρρός / purrós, « roux », et κόρις / kóris, « punaise ».
Pyrrhocore signifie « punaise au corps de feu ».
Le nom gendarme vient du fait que les couleurs et motifs rappellent les habits rouge et noir des gendarmes à partir de la fin du XVIIe siècle. C'est pour les mêmes raisons que le pyrrhocore est également appelé Soldat ou Suisse,.
On le nomme cherche-midi en raison de son attirance pour le soleil au zénith.

## Description

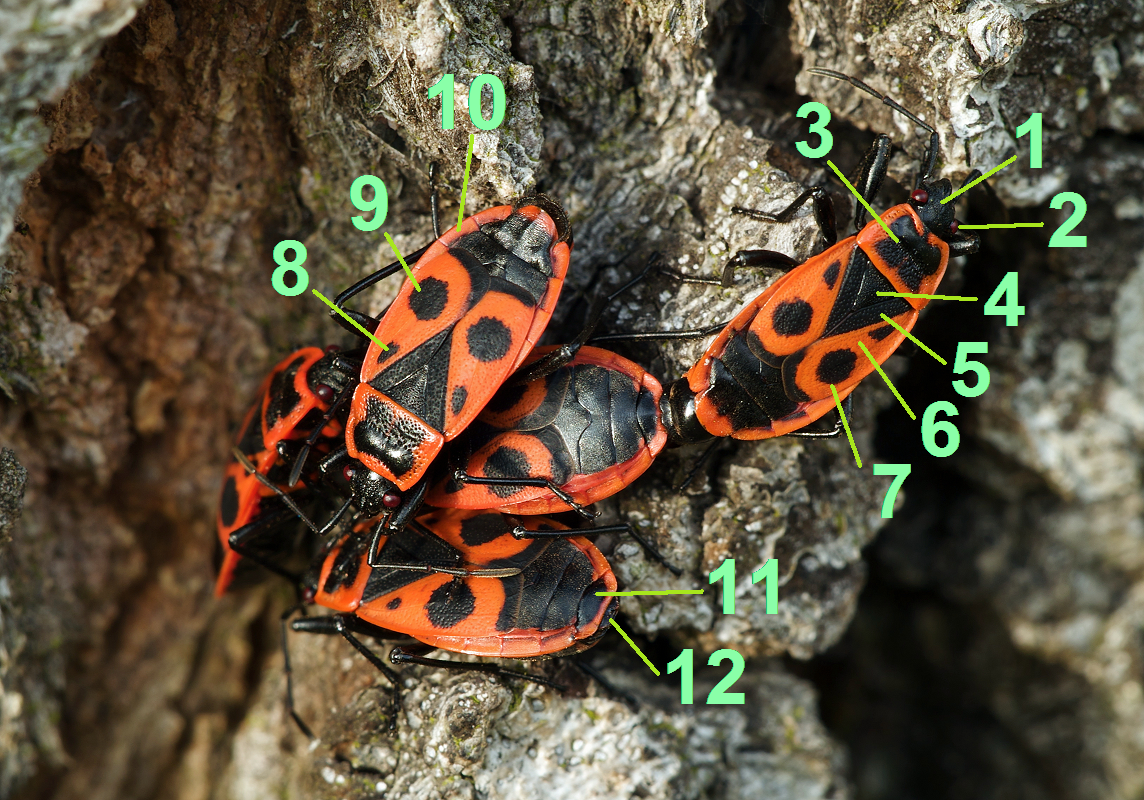

Leur taille est d'environ 10 mm (de 9 à 11,5 mm de longueur). L'animal est doté d'un squelette externe dont la cuticule présente des dessins rouge orangé et noirs évoquant un masque de style africain, et qui découragerait certains prédateurs (coloration aposématique). Il ressemble aussi à deux paires d'ailes rouges marquées chacune d'un point noir, restes d'une lente évolution[réf. souhaitée], faisant croire à un insecte prêt à s'envoler.
Le gendarme a une tête noire non tachetée (1) avec un œil rouge-violet de chaque côté (2). Le bouclier cervical ou pronotum (3) est de forme carrée, une tache noire carrée au centre et un bord rouge. Derrière le pronotum se trouve le scutellum ou bouclier (4), une petite plaque triangulaire derrière laquelle se trouvent les ailes antérieures. Le scutellum est de couleur noire, mais comme la partie arrière des ailes est ourlée de noir et est juxtaposée au scutellum, le scutellum fait visuellement partie d'un plus grand triangle noir. Les ailes antérieures sont composées chez ce type d'insectes, de différentes parties. La partie arrière nommée clavus (5) est noire, la partie centrale est le corium (6) et la partie externe est l'embolium (7). Le corium et l'embolium sont tous deux de couleur rouge vif, mais présentent un cunéus, une petite tache noire à l'avant (8) et un point nettement plus grand sur le dos (9). À l'arrière, les segments de l'abdomen des gendarmes dépassent des deux côtés, causés par les latérogites. Ce sont de petites plaques situées à l'extérieur des plaques arrière réelles du tergum.
La teinte et la forme des taches sont conditionnées par des éléments extérieurs : l'étendue des pigments noirs est influencée par la température. Les individus brachyptères, voire aptères, sont très fréquents. Ceux pourvus de longues ailes sont incapables de voler. Ils vivent souvent en grands groupes.

### Confusions possibles

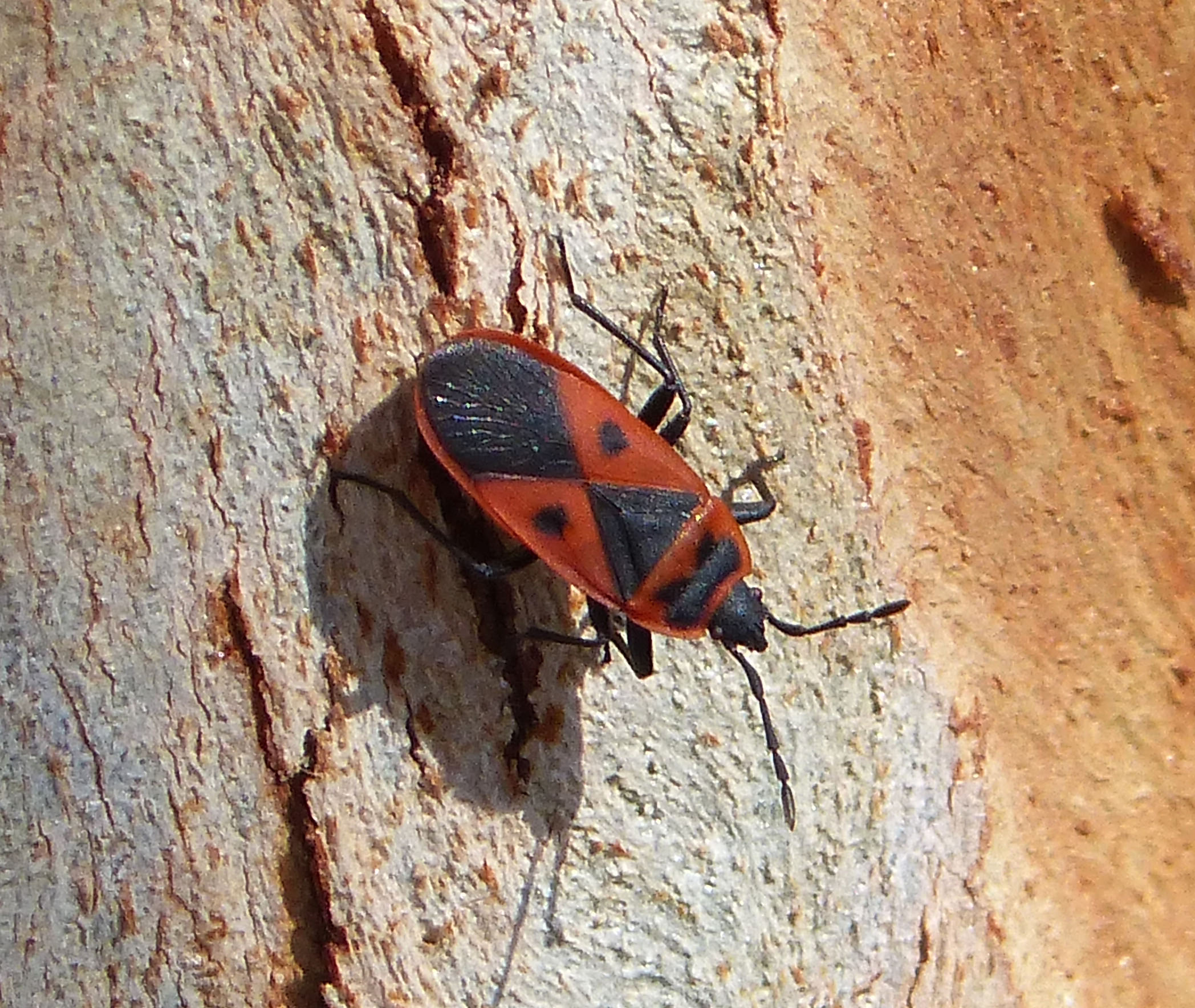
Scantius aegyptius se distingue du Gendarme par l'absence de petite tache noire à l'avant de la corie, et par ses ailes généralement toujours longues.

La punaise la plus ressemblante est Scantius aegyptus, une punaise méditerranéenne, également introduite en Californie, et qui appartient aussi à la famille des Pyrrhocoridae. Elle ne présente toutefois pas de petit point noir à l'avant de la corie.  
L'aspect de certaines punaises rouge et noir du genre Eurydema peut prêter à confusion (notamment la Punaise rouge du chou), mais une observation attentive de leur morphologie générale et des motifs permet aisément de les distinguer d'un gendarme. Les punaises de la famille des Lygaeidae (par exemple les genres Lygaeus, Tropidothorax (en), voire Melanocoryphus) ont aussi des motifs où dominent le rouge et le noir et peuvent être confondus avec le gendarme par les non-initiés. 

#### Galerie de quelques autres punaises rouge et noir

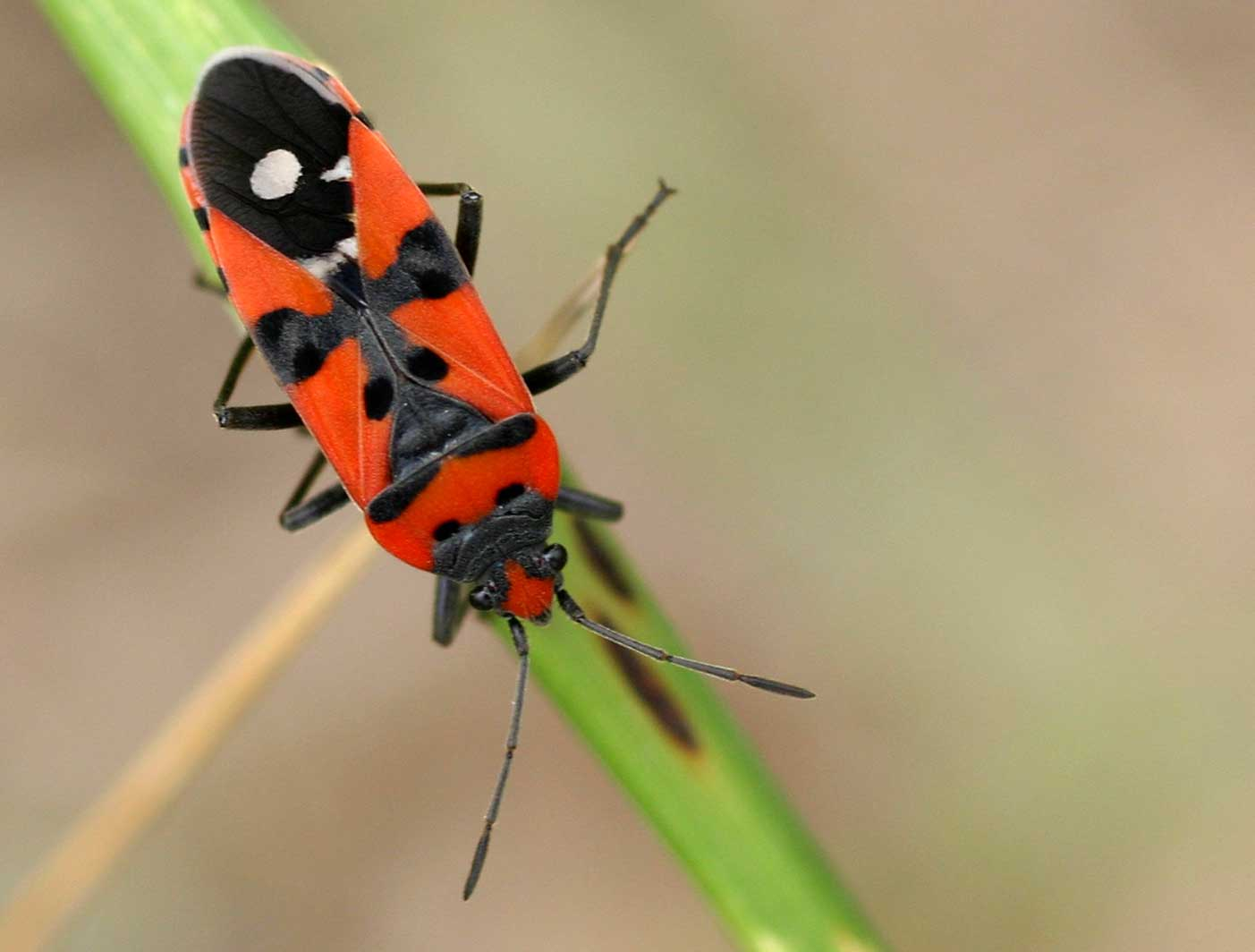
Lygaeus equestris.
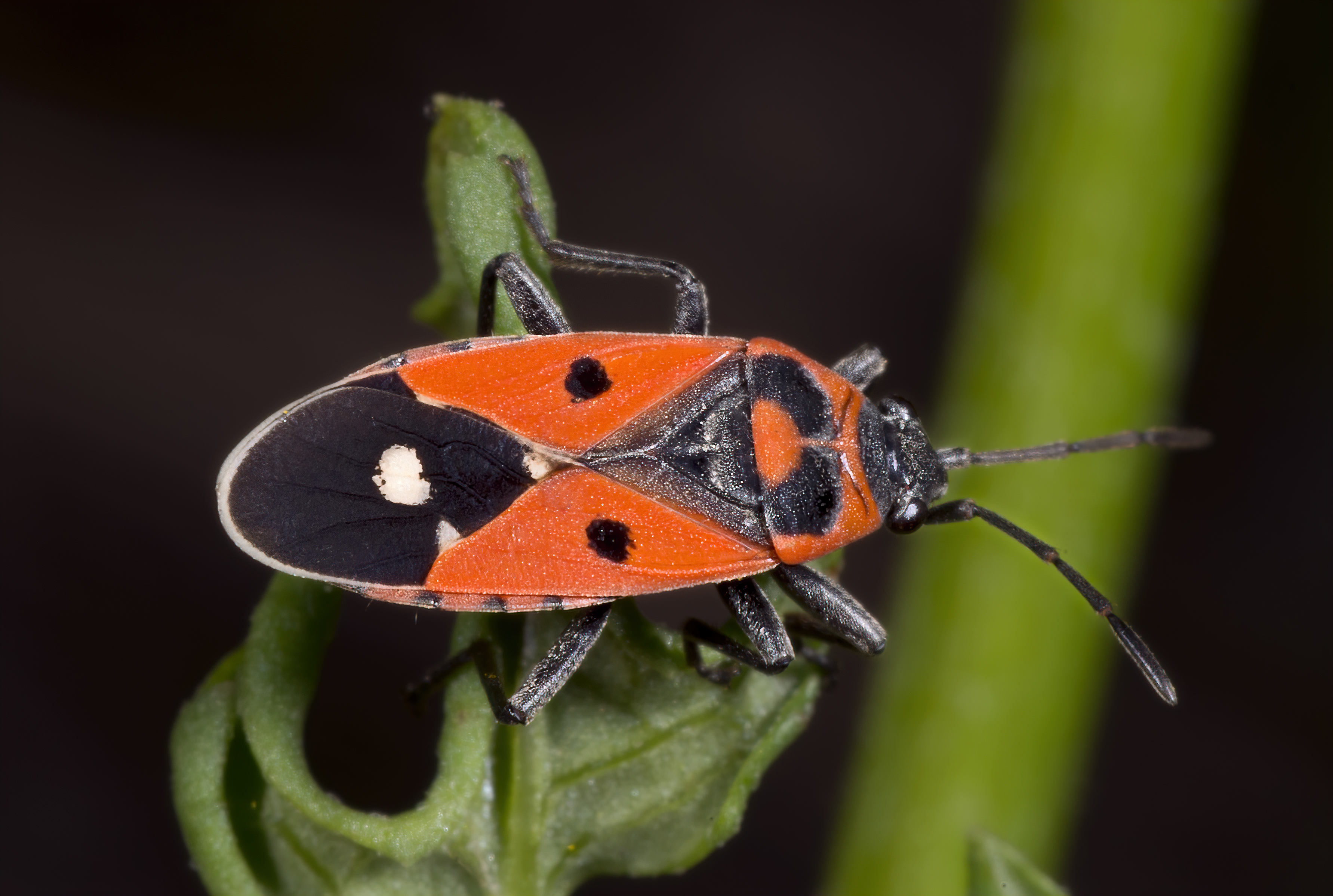
Melanocoryphus albomaculatus.
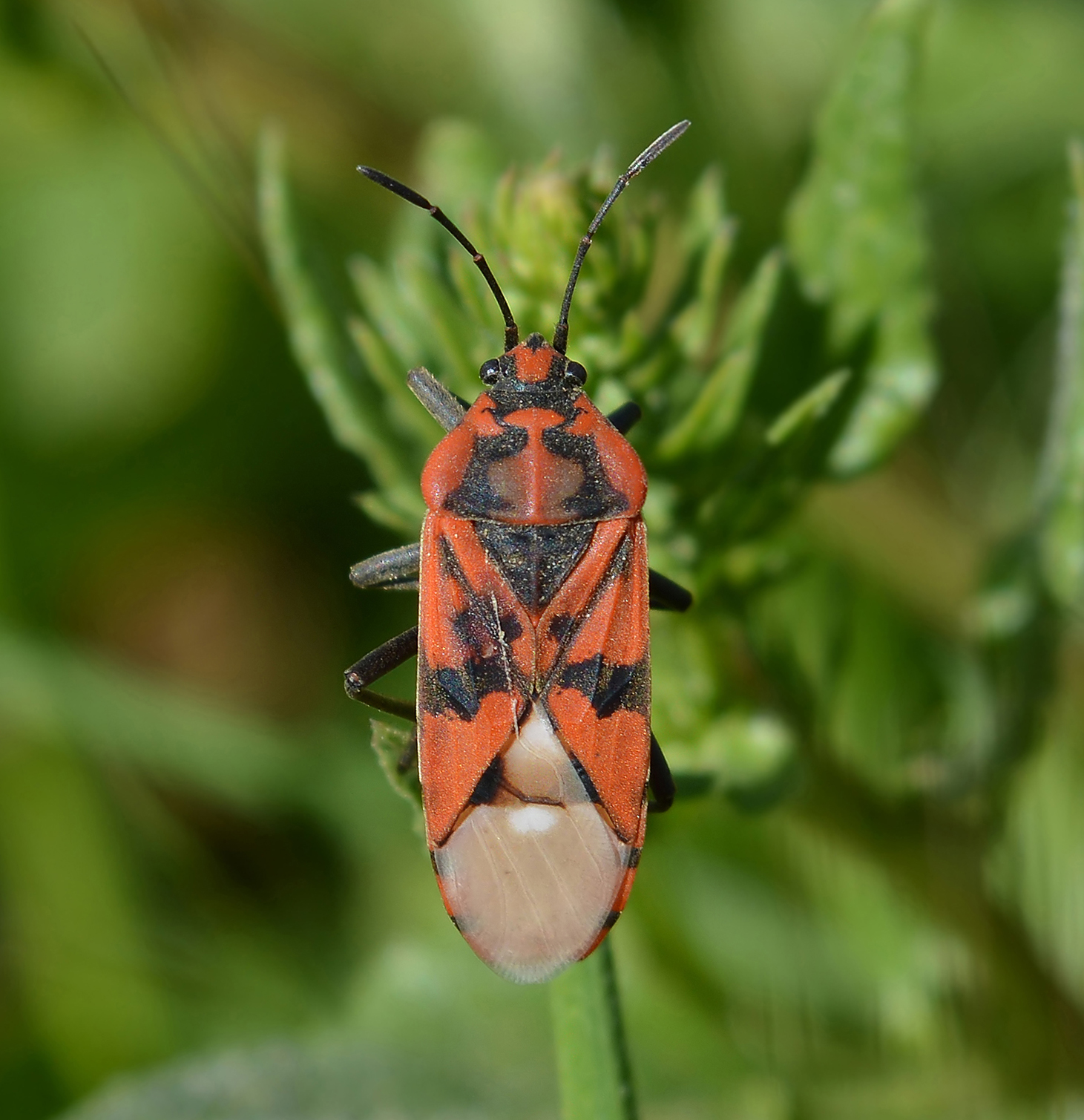
Spilostethus pandurus.
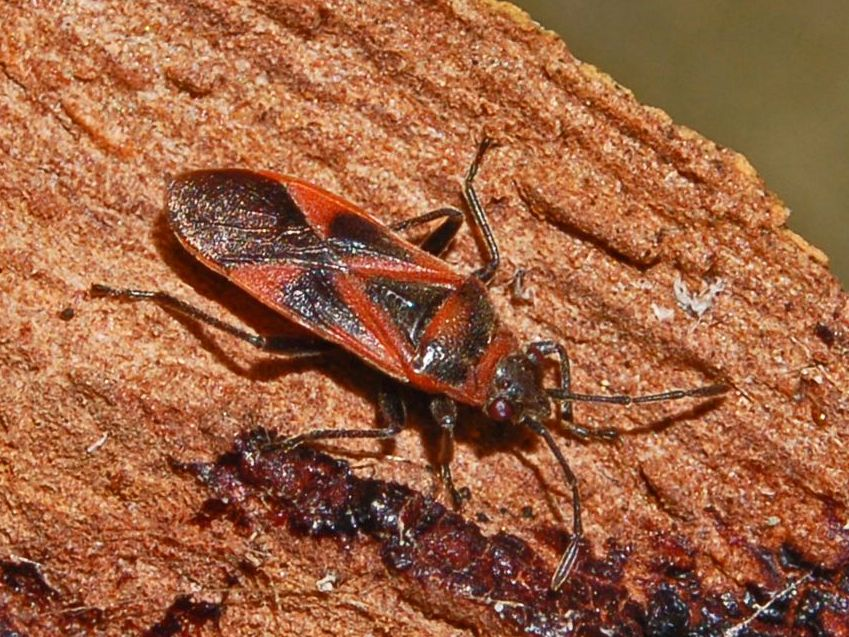
Arocatus roeselii (en).
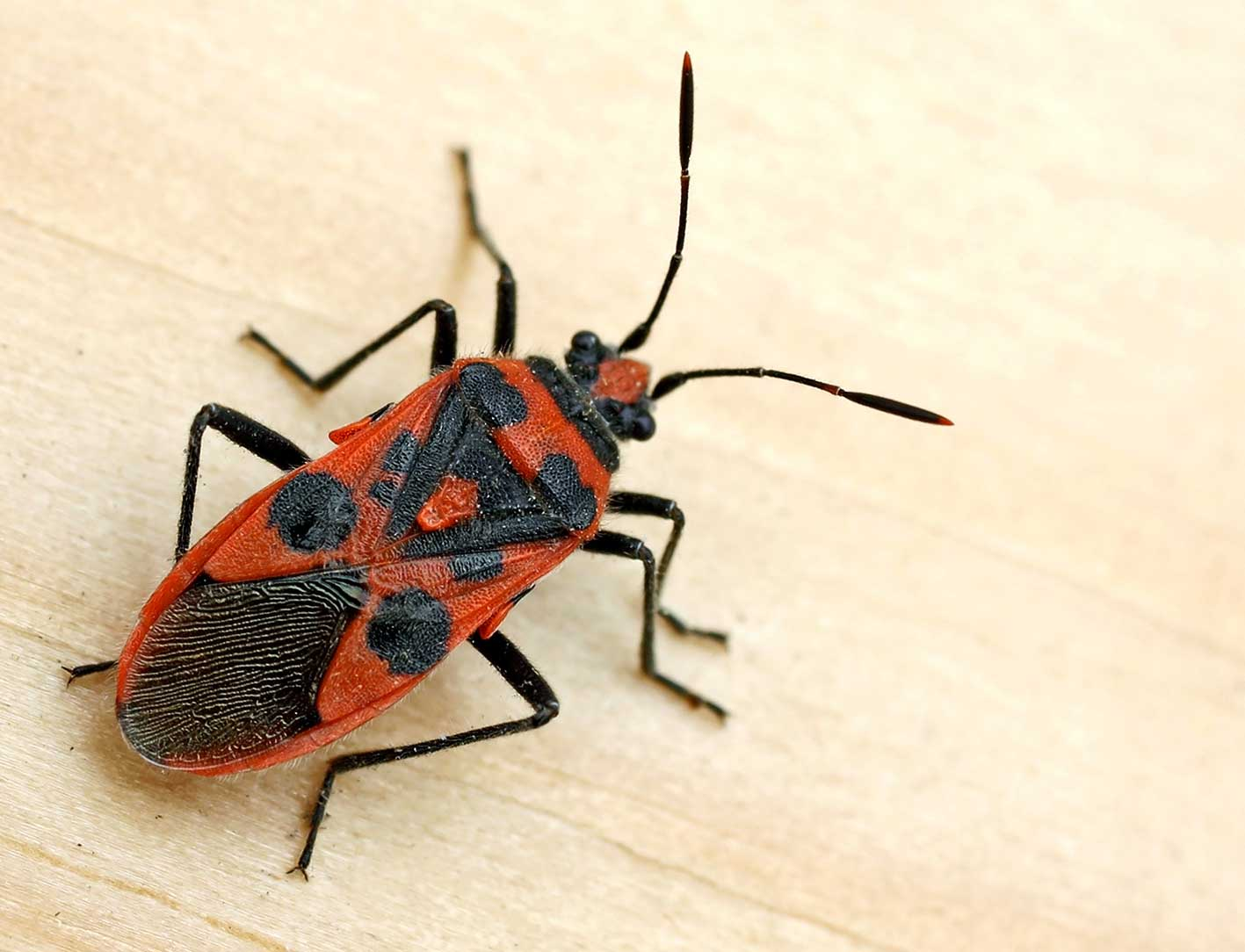
Coryzus hyoscyami, la punaise de la jusquiame.
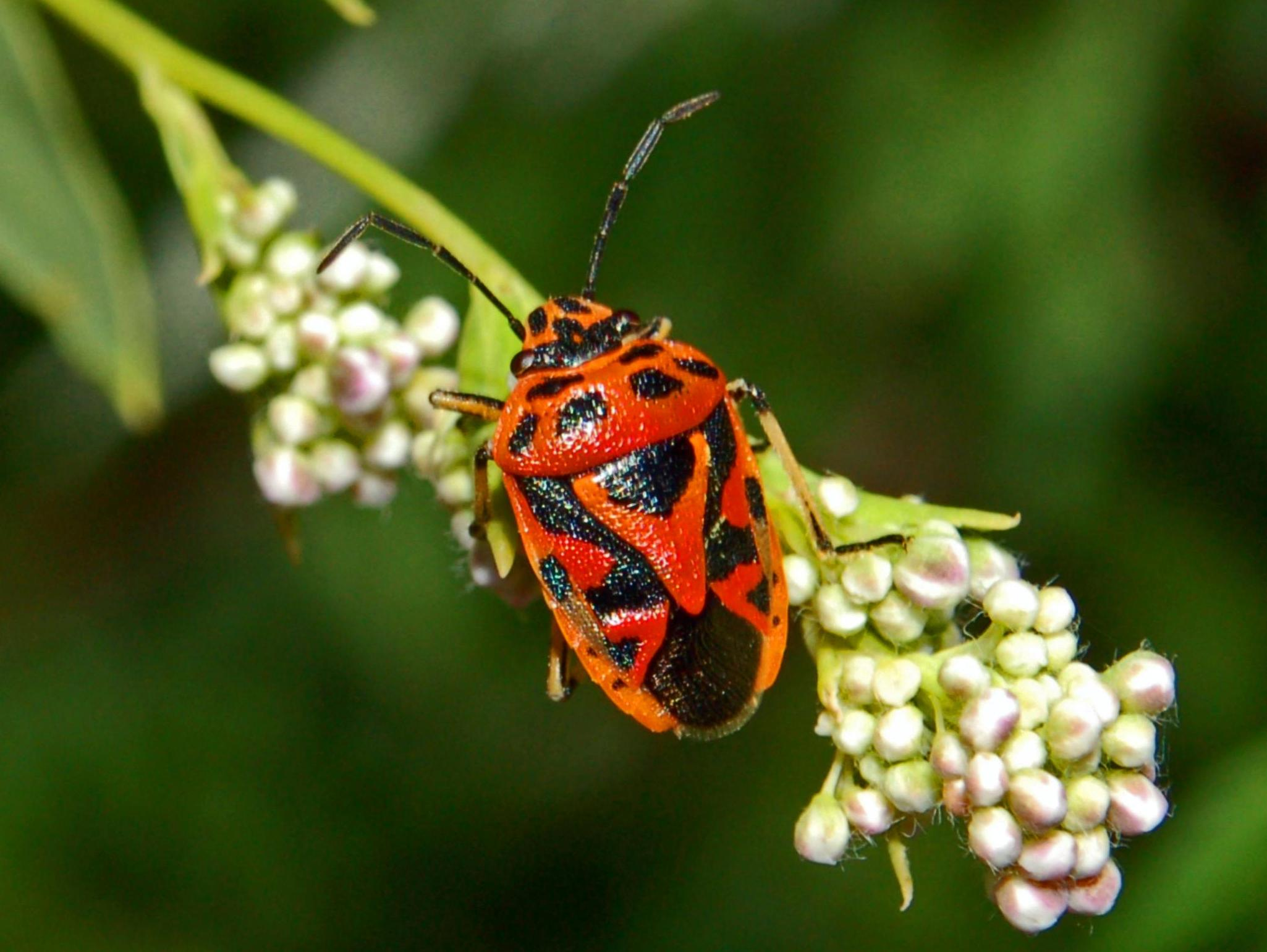
Eurydema ornata.
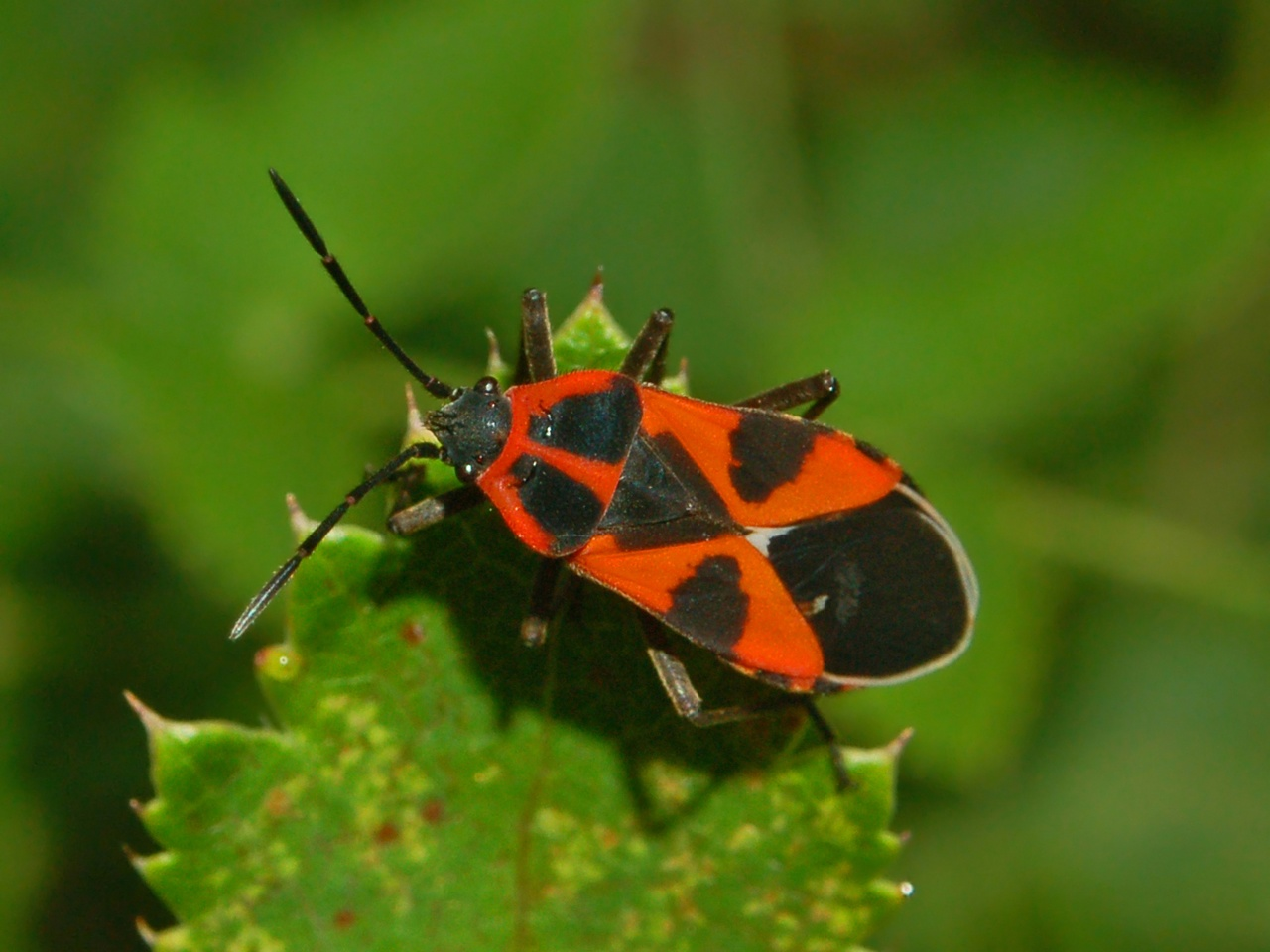
Tropidothorax leucopterus.

## Reproduction

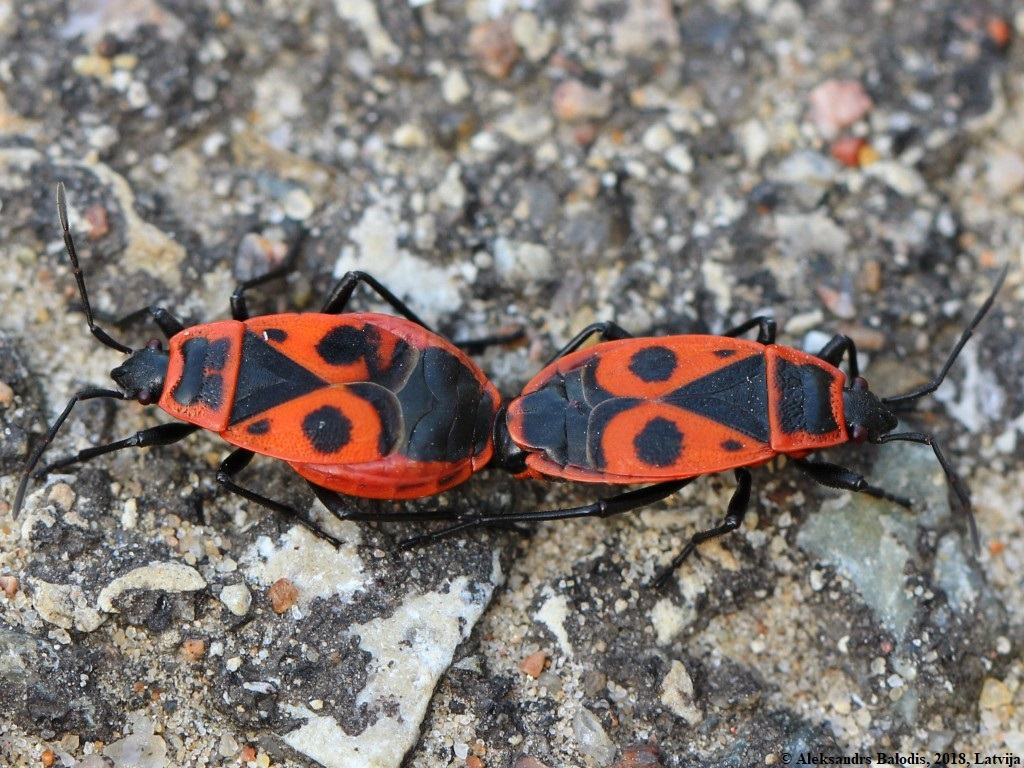
Pyrrhocoris apterus accouplés.

L'accouplement a lieu principalement au début du printemps et dure fréquemment entre 12 heures et 7 jours. On peut donc très facilement l'observer. Cet accouplement prolongé est probablement un moyen pour les mâles d'empêcher la compétition avec d'autres mâles.
La femelle pond de 50 à 70 œufs sur la terre humide, dans un petit terrier qu'elle a creusé à cet effet ou parmi les feuilles mortes. Les œufs de gendarmes sont noirs ou blancs. Leurs larves, rouges ou orange uni éclosent en mai et deviennent adultes au début de l'hiver. 

## Mode de vie et alimentation

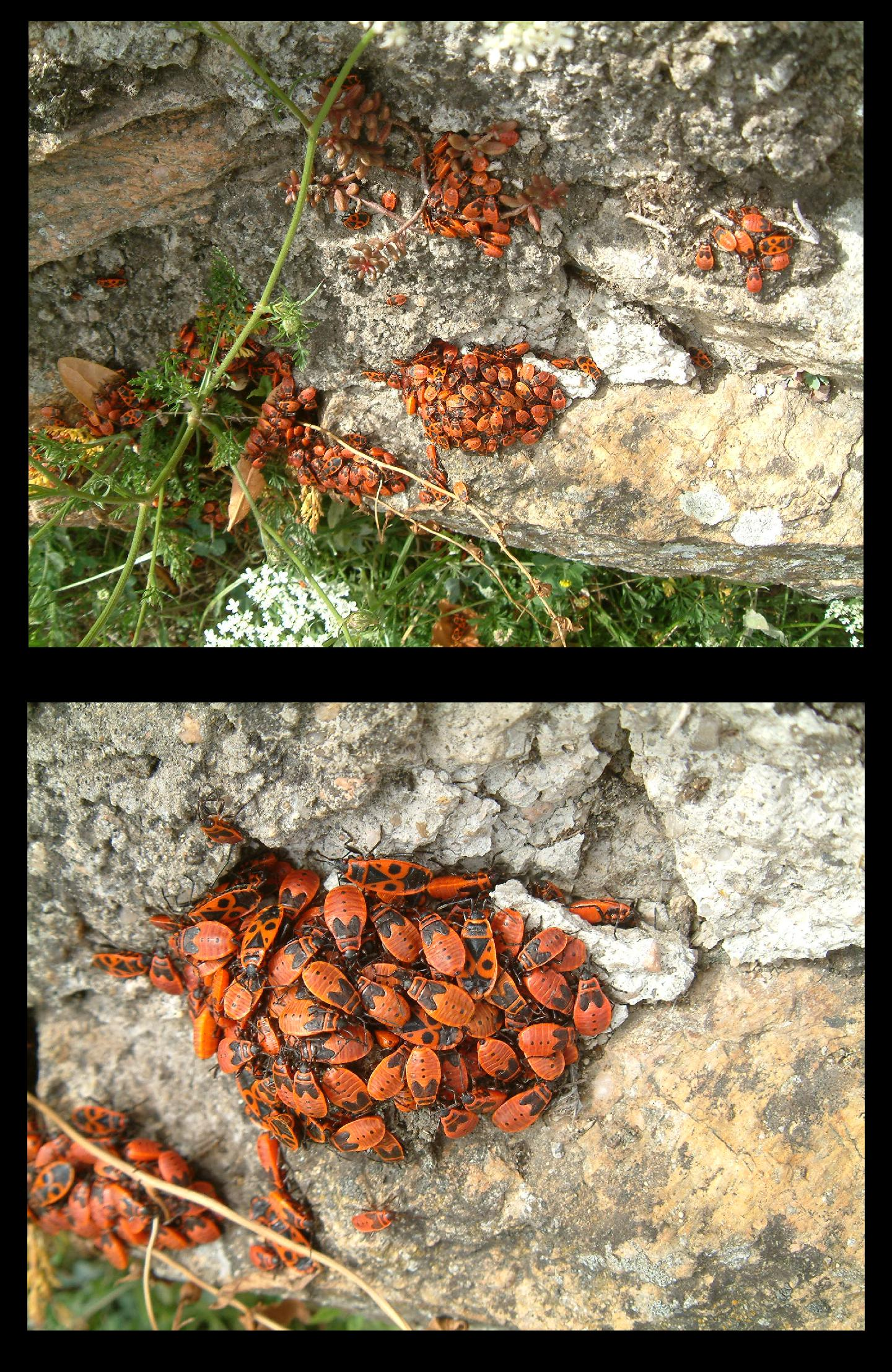
Groupes de gendarmes, imagos et nymphes.

C'est une espèce grégaire formant des groupes parfois très importants en particulier sur les troncs et au pied des tilleuls ou des hibiscus.
Ils sont polyphages, mais se nourrissent essentiellement de graines de Malvaceae : rose trémière, Althaea, Malva, Hibiscus et de Tiliaceae : Tilia (tilleuls, mangent les fruits tombés à terre), dévorant aussi les œufs d'autres insectes et des insectes morts (parfois même vivants).

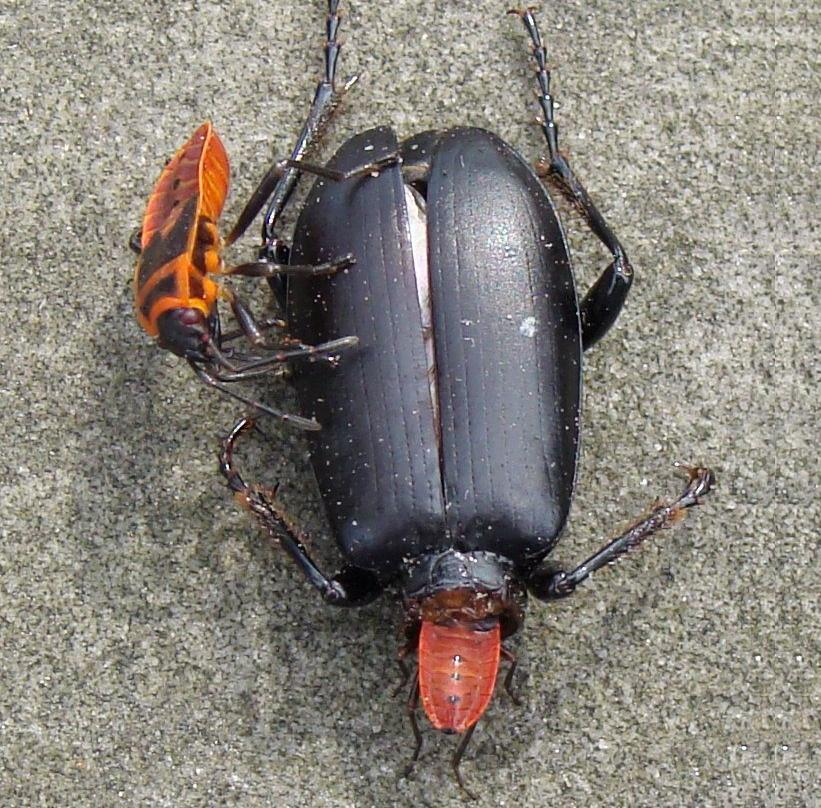
Nymphes de gendarmes mangeant un scarabée.
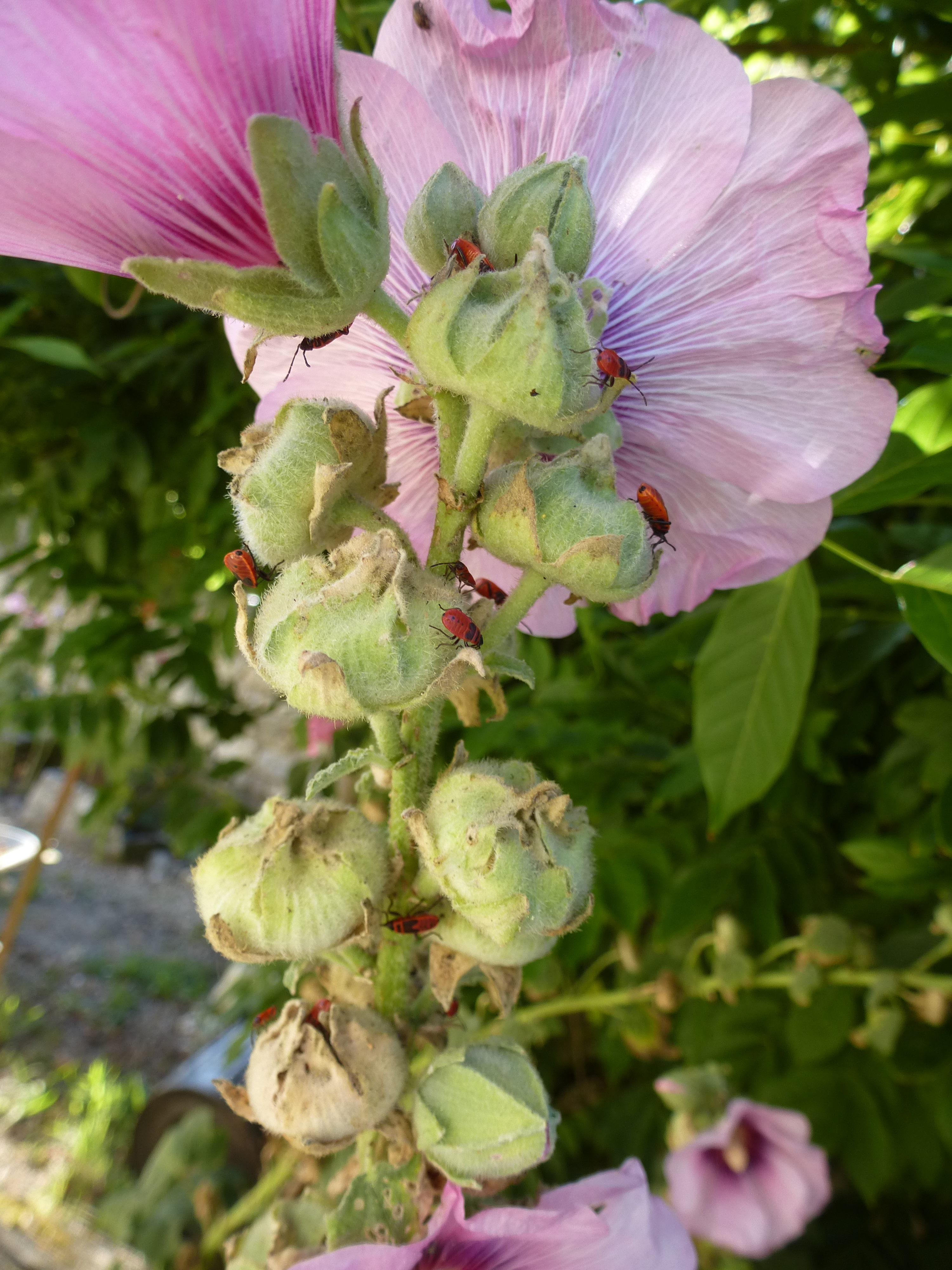
Repas collectif de nymphes sur une rose trémière.
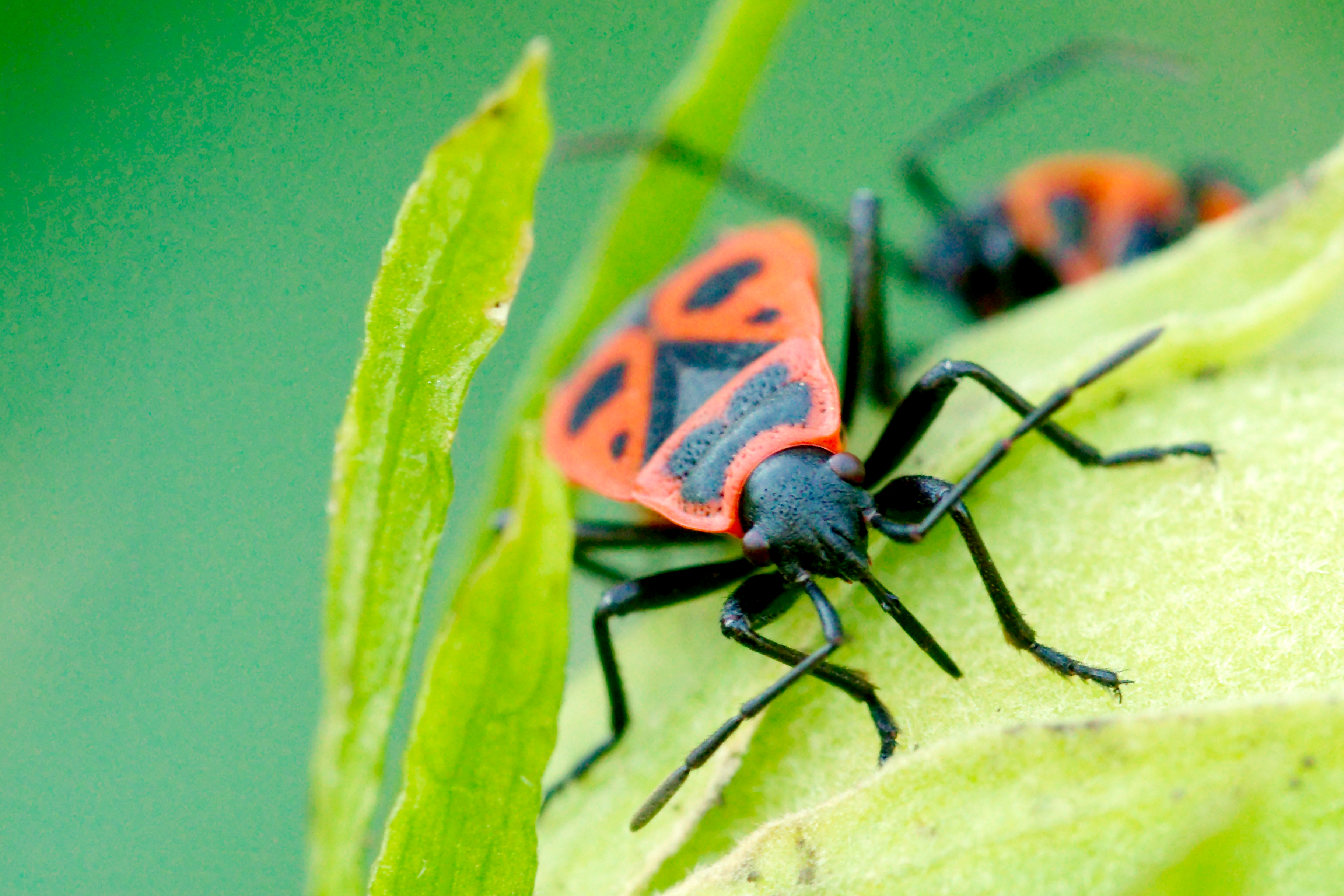
Un gendarme se nourrissant d'un fruit d'hibiscus grâce à son rostre.
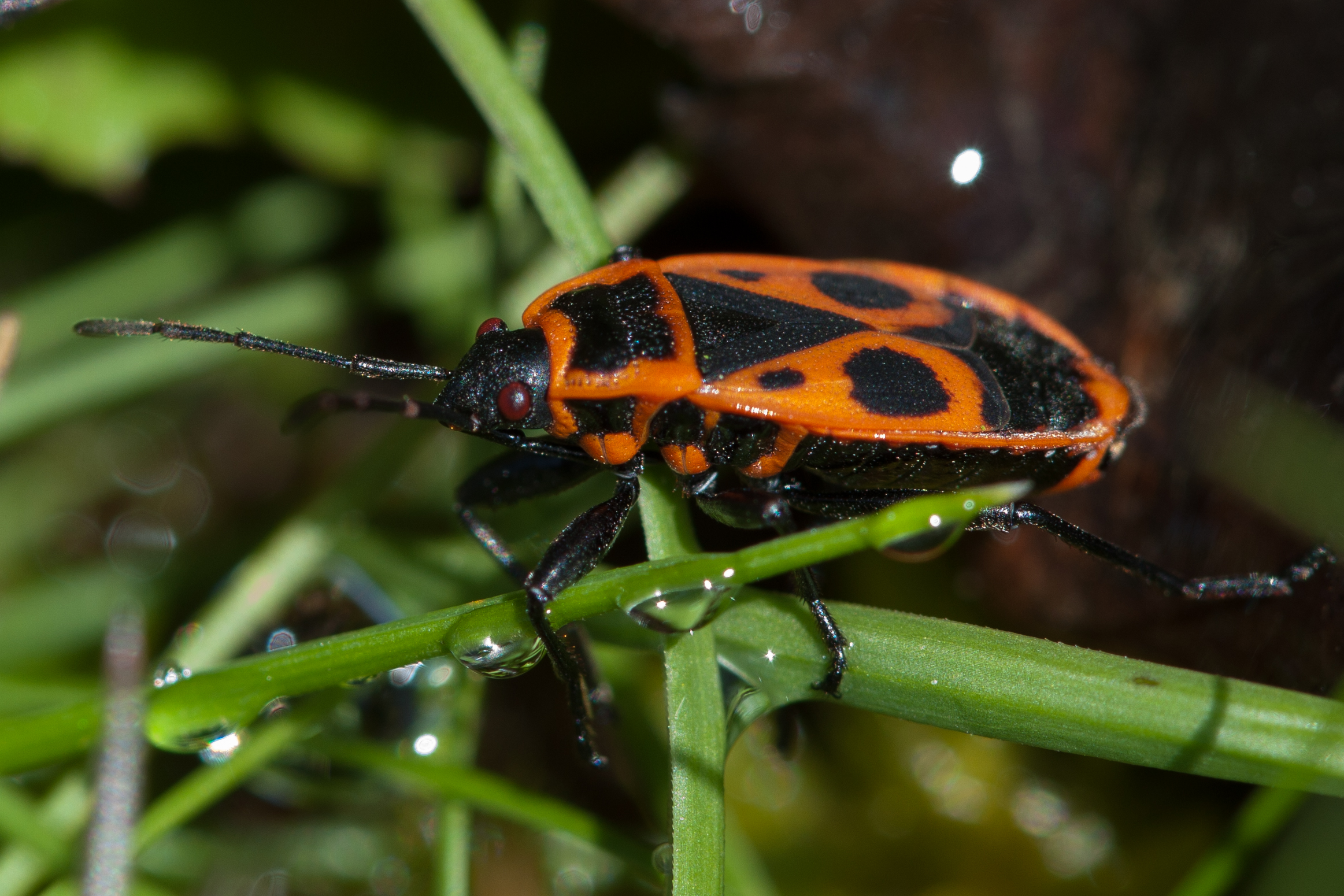
Gendarme sur une brindille.

## Élevage
Facile à garder en terrarium, c'est l'un des élevages d'observation recommandés pour l'éveil des élèves des classes de l'enseignement primaire,.
De plus, bien que pourvu d'un rostre très développé, le gendarme est totalement inoffensif et, fait assez rare chez les punaises terrestres, il n'a pas d'odeur.

## Développement

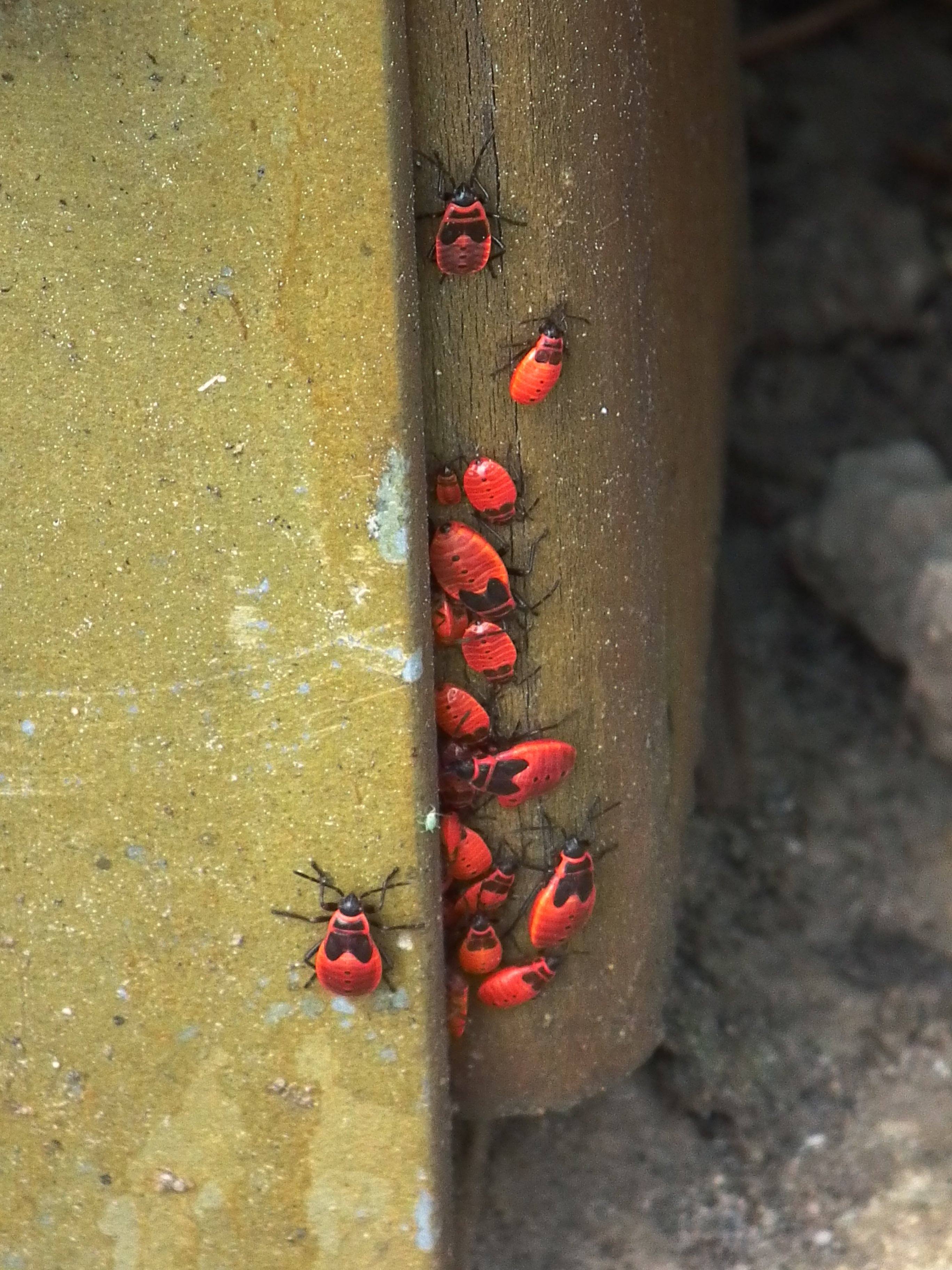
Nymphes à différents stades de développement.

Le développement des Pyrrhocoris apterus fit l'objet d'une découverte inattendue dans les années soixante, lorsqu'une équipe de chercheurs de Prague qui les élevaient depuis dix ans installa un élevage à l'Université de Boston. Les larves du 5e stade, au lieu de devenir adultes, se transformèrent en larves d'un 6e stade, et parfois même d'un 7e stade, ou devinrent des adultes avec des caractéristiques de larves. Aucune n'atteignit la maturité sexuelle. L'apparition de stades larvaires supplémentaires n'avait été identifiée chez Pyrrhocoris apterus ou d'autres espèces qu'en lien avec l'incorporation de sources d'hormones juvéniles. Après l'étude des quinze différences de conditions d'élevage entre Prague et Boston, quatorze furent éliminées, et l'origine de ces modifications fut déterminée comme liée à l'utilisation des serviettes en papier placées dans les bacs d'élevage, quand elles étaient d'origine américaine, en particulier issues du sapin baumier (Abies balsamea). L'effet se répétait avec du papier journal du New York Times ou du Boston Globe, mais pas avec celui du London Times ou de journaux européens ou japonais. Il découlait non pas de la présence d'un additif, mais d'une substance contenue dans la pâte à papier, produite par ces arbres, et qui exerce un effet marqué sur Pyrrhocoris apterus, en empêchant la métamorphose au stade d'adulte. L'effet se répétait chez des espèces proches, mais pas chez d'autres espèces d'insectes. Ce composé fut ensuite identifié comme étant un sesquiterpène, la juvabione (en), ester d'acide todomatuique. Il fonctionne comme un analogue de l'hormone juvénile d'insectes, contenu dans la résine, et a été généré, au cours des 300 millions d'années d'évolution des conifères, comme une défense contre les insectes herbivores et les champignons pathogènes.